# هیندلی، منچستر بزرگ
هیندلی (به انگلیسی: Hindley) یک شهرک در بریتانیا است که در کلان‌شهر مستقل ویگان واقع شده‌است. هیندلی ۲۵٬۰۰۰ نفر جمعیت دارد.